# Planistromella yuccigena
Planistromella yuccigena är en svampart som först beskrevs av M.E. Barr, och fick sitt nu gällande namn av M.E. Barr 1996. Planistromella yuccigena ingår i släktet Planistromella och familjen Planistromellaceae.   Inga underarter finns listade i Catalogue of Life.